# Charango

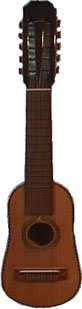
Charango

Een charango is een snaarinstrument uit Zuid-Amerika. De Charango is vijfkorig (5 × 2 snaren) in de stemming E A E C G. Oorspronkelijk werd het gemaakt van de rug van een gordeldier, omdat de inheemse bevolking de technische vaardigheid miste om de Spaanse vihuela, die van hout was gemaakt, na te bouwen. Tegenwoordig (na 1980) hebben de meeste charango's echter een houten klankkast.
Door de stemming van het instrument is het erg geschikt als ritmische begeleiding, omdat de opgaande slagbeweging en de neergaande slagbeweging vrijwel dezelfde klankkleur hebben.